# Balázs Kiss (Ringer)
Balázs Kiss (* 27. Januar 1983 in Budapest) ist ein ungarischer Ringer. Er war Weltmeister im griechisch-römischen Stil 2009 im Halbschwergewicht.

## Werdegang
Balázs Kiss begann als Jugendlicher 1992 mit dem Ringen. Seit seinen ersten größeren Erfolgen auf nationaler Ebene geht er für den ungarischen Spitzenklub VSC Ganz (Lokomotive) Budapest an den Start. Dort wird er von dem ehemaligen Weltklasseringer Ferenc Takács trainiert. Er ringt nur im griechisch-römischen Stil. Balázs Kiss ist auch in Deutschlands Ringerkreisen sehr bekannt, denn seit mehreren Jahren ringt er schon bei deutschen Vereinen in der Ringer-Bundesliga. Zuerst für den ASV Schorndorf und anschließend für die RKG Freiburg 2000. 2010 verpflichtete der ASV Nendingen Kiss, konnte ihn wegen einer Dopingsperre jedoch noch nicht einsetzen.
Balázs Kiss war bereits als Juniorenringer außerordentlich erfolgreich. Er wurde schon mit 15 Jahren in Pretoria Junioren-Weltmeister bei den Kadetten (Altersklasse bis 16 Jahre), dem ein Erfolg bei der Junioren-Europameisterschaft (Juniors) 2000 in Bratislava im Mittelgewicht folgte. 2002 wurde er in Subotica Junioren-Europameister im Mittelgewicht vor dem starken Griechen Theodoros Tounousidis und im Jahre 2003 wurde er bei der Junioren-Weltmeisterschaft in Istanbul Vize-Weltmeister mit einer Punktniederlage im Endkampf gegen Denis Forow aus Russland.
Im Jahre 2003 nahm er auch schon bei der Europameisterschaft der Senioren in Belgrad teil und kam dort im Mittelgewicht zu Siegen über Fred de Vos, Niederlande und Tarvi Thomberg, Estland. Nach einer Niederlage gegen Tuomo Mäntyläe aus Finnland schied er aber aus und kam nur auf den 9. Platz. Bei der Weltmeisterschaft dieses Jahres in Créteil siegte er u. a. über Gotcha Ziziaschwili aus Israel, verlor aber in der 3. Runde gegen Artur Michalkiewicz aus Polen, was ihn auf den 16. Platz zurückwarf.
Im Jahre 2004 verpasste Balázs Kiss bei Turnieren in Novi Sad und Taschkent mit einem 16. Platz und einem 18. Platz die Qualifikation für die Olympischen Spiele in Athen. Als kleines Trostpflaster für ihn wirkte deshalb sein 2. Platz im Mittelgewicht bei der Weltmeisterschaft der Universitäten 2004 in Łódź, wo er hinter dem Russen Denis Schokaria den 2. Platz belegte.
Der als Junior so erfolgreiche Balázs Kiss tat sich auch im Jahre 2006 bei den Senioren sehr schwer. Er startete nunmehr im Halbschwergewicht, um auf ein übermäßiges Abtrainieren verzichten zu können. Bei der Europameisterschaft dieses Jahres in Moskau besiegte er dann Mirko Englich aus Deutschland und Heiki Nabi aus Estland, verlor aber gegen Schota Narmanja aus Belarus und kam damit auf den 7. Platz. Bei der Weltmeisterschaft 2007 war Balázs Kiss nicht am Start.
Seine erste Medaille bei einer internationalen Meisterschaft bei den Senioren gewann Balázs Kiss dann bei der Europameisterschaft 2007 in Sofia. Er siegte dort im Halbschwergewicht über Timofej Dschejnichenko, Belarus, Marek Švec, Tschechien und Georgios Koutsioubas, Griechenland. Gegen Jimmy Lidberg aus Schweden verlor er im Halbfinale nach Punkten, sicherte sich aber mit einem Punktsieg über Dimitrij Timtschenko aus der Ukraine eine EM-Bronzemedaille. Bei der Weltmeisterschaft 2007 in Baku erlitt er dann wieder einen Rückschlag, denn nach einem Sieg über Mirko Englich verlor er seinen nächsten Kampf gegen Ghasem Rezaie aus dem Iran, schied aus und kam nur auf den 18. Platz.
Im Jahre 2008 kam Balázs Kiss bei der Europameisterschaft in Tampere im Halbschwergewicht auf den 12. Platz. Damit hatte er sich noch nicht für die Olympischen Spiele in Peking qualifiziert. Er nahm aber in der Folgezeit an keinen weiteren Qualifikationsturnieren für diese Spiele teil und war daher in Peking nicht am Start.
Im Jahre 2009 schied Balázs Kiss bei der Europameisterschaft in Vilnius mit einer Niederlage gegen Heiki Nabi schon nach der 1. Runde aus und platzierte sich nur auf dem 18. Platz. Bei der Weltmeisterschaft 2009 im dänischen Herning war er aber in hervorragender Form und besiegte nacheinander Oliver Hasser aus Deutschland (7:4 Punkte, 2:1 Runden), Heiki Nabi, Dawid Saldadse, Usbekistan, Amir Aliakhbari, Iran und im Endkampf Jimmy Lidberg aus Schweden (3:2 Punkte, 2:1 Runden), der vorher im anderen Halbfinalkampf den Olympiasieger von 2008 Aslanbek Chuschtow aus Russland besiegt hatte. Balázs Kiss wurde mit dem Sieg über Lidberg erstmals Weltmeister. Im März 2010 wurde Kiss von der World Anti-Doping Agency positiv auf Anabole Steroide getestet und daraufhin von der Teilnahme an der EM 2010 ausgeschlossen. Außerdem wurde eine Wettkampfsperre bis zum 18. März 2011 verhängt.
Nach der Rückkehr auf die Ringermatte nach Ablauf seiner Dopingsperre konnte Balasz Kiss nicht mehr an seine früheren Erfolge anknüpfen. Er startete bereits im April 2011 bei der Europameisterschaft in Dortmund. Nach Siegen über Aldas Lukosaitis, Litauen und Mirko Englich verlor er dort gegen Timofei Dseinitschenko und gegen David Vála, Tschechien und kam nur auf den 9. Platz. Bei der Weltmeisterschaft 2011 in Istanbul gewann er nur gegen Georgous Koutsioubas aus Griechenland und schied dann nach einer Niederlage gegen Cenk İldem aus der Türkei aus. Er belegte den 14. Platz.
Im Jahre 2012 versuchte er vergeblich, sich bei den Turnieren in Sofia, Taiyuan/Volksrepublik China und Helsinki für die Olympischen Spiele in London zu qualifizieren.
2016 wurde er 11. bei den Olympischen Spielen in der Gewichtsklasse bis zu 130 kg. Zurzeit ringt Balázs Kiss für den SV Untergriesbach (Stand: Ende 2016).

## Internationale Erfolge
| Jahr | Platz | Wettbewerb                                             | Gewichtsklasse      | |
| 1998 | 1.    | Junioren-WM (Cadets) in Pretoria                       | Klasse bis 83 kg KG | vor Evangelios Zabrakas, Griechenland u. Mustafa Mohamed Cetinyürek, Türkei |
| 1999 | 10.   | Junioren-WM (Cadets) in Nykøbing                       | Klasse bis 85 kg KG | Sieger: Adem Tasci, Türkei vor Chassan Barojew, Russland u. Ramas Nosadse, Georgien |
| 2000 | 5.    | Junioren-EM (Juniors) in Sofia                         | Mittel              | hinter Bojan Mijatow, Jugoslawien, Wladislaw Metodiew, Bulgarien, Arman Geghamjan, Armenien u. Schota Narmanja, Belarus                                                                                                  |
| 2000 | 1.    | Junioren-EM (Cadets) in Bratislava                     | Mittel              | vor Elnur Gisammamadow, Aserbaidschan u. Yasin Deliktas, Türkei |
| 2001 | 12.   | Junioren-WM (Juniors) in Taschkent                     | Mittel              | mit einem Sieg über Kosuke Ishizawa, Japan u. einer Niederlage gegen Bolat Abdullajew, Ukraine |
| 2002 | 1.    | Junioren-EM (Juniors) in Subotica                      | Mittel              | vor Theodoros Tounousidis, Griechenland u. Ewgeni Krawtschenko, Russland |
| 2003 | 9.    | EM in Belgrad                                          | Mittel              | mit Siegen über Fred De Vos, Niederlande u. Tarvi Thomberg, Estland u. einer Niederlage gegen Tuomo Mäntyläe, Finnland                                                                                                   |
| 2003 | 2.    | Junioren-WM in Istanbul                                | Mittel              | mit Siegen über Vojtech Kukla, Tschechien, Amir Gagualaschwili, Israel, Dimitri Tischtschenko, Ukraine u. Valirash Galstjan, Armenien u. einer Niederlage gegen Denis Forow, Russland                                    |
| 2003 | 16.   | WM in Créteil                                          | Mittel              | mit Siegen über Malik Dev Satya, Indien u. Gotcha Ziziaschwili, Israel u. einer Niederlage gegen Artur Michalkiewicz, Polen                                                                                              |
| 2004 | 16.   | Olympia-Qualifikations-Turnier in Novi Sad             | Mittel              | Sieger: Alexei Mischin, Russland vor Oleksandr Darahan, Ukraine u. Andrea Minuzzi, Italien |
| 2004 | 18.   | Olympia-Qualifikations-Turnier in Taschkent            | Mittel              | Sieger: Behrouz Jamshidi, Iran vor Lewon Geghamjan, Armenien |
| 2004 | 2.    | Universitäten-WM in Łódź                               | Halbschwer          | hinter Denis Schokaria, Russland, vor Emin Öztürk, Türkei |
| 2006 | 2.    | Weltcup in Budapest                                    | Halbschwer          | hinter Hamza Yerlikaya, Türkei, vor Han Tae-young, Südkorea |
| 2006 | 7.    | EM in Moskau                                           | Halbschwer          | mit Siegen über Mirko Englich, Deutschland u. Heiki Nabi, Estland u. einer Niederlage gegen Schota Narmanja |
| 2007 | 3.    | EM in Sofia                                            | Halbschwer          | mit Siegen über Timofei Dseinitschenko, Belarus, Marek Švec, Tschechien u. Georgios Koutsioubas, Griechenland, einer Punktniederlage gegen Jimmy Lidberg, Schweden u. einem Punktsieg über Dimitrij Timtschenko, Ukraine |
| 2007 | 18.   | WM in Baku                                             | Halbschwer          | mit einem Sieg über Mirko Englich u. einer Niederlage gegen Ghasem Rezaie, Iran |
| 2008 | 6.    | Weltcup in Szombathely                                 | Halbschwer          | Sieger: Aslanbek Chuschtow, Russland vor Adam Wheeler, USA |
| 2008 | 12.   | EM in Tampere                                          | Halbschwer          | mit einem Sieg über Denni Lipci, Kroatien u. einer Niederlage gegen Ahmet Tacyldiz, Türkei |
| 2008 | 2.    | Universitäten-WM in Thessaloniki                       | Halbschwer          | hinter Cenk Ildem, Türkei, vor Ioannis Arzoumanidis, Griechenland |
| 2009 | 7.    | Weltcup in Clermont-Ferrand                            | Halbschwer          | Sieger. Aslanbek Chuschtow vor Margulan Assembekow, Kasachstan |
| 2009 | 18.   | EM in Vilnius                                          | Halbschwer          | nach einer Niederlage gegen Heiki Nabi |
| 2009 | 3.    | Golden Grand Prix in Baku                              | Halbschwer          | hinter Rustam Totrow, Russland u. Ramas Nosadse |
| 2009 | 1.    | WM in Herning                                          | Halbschwer          | mit Siegen über Oliver Hassler, Deutschland, Heiki Nabi, Dawid Saldadse, Usbekistan, Amir Aliakbari, Iran u. Jimmy Lidberg                                                                                               |
| 2010 | 1.    | Welt-Cup in Jerewan                                    | Halbschwer          | vor Arman Geghamjan, Armenien, Babak Hossein Ghorbani Goldasteh, Iran und Ahmet Tacyldiz, Türkei |
| 2010 | 1.    | Golden-Grand-Prix in Szombathely                       | Halbschwer          | vor Dimitri Timchenko, Ukraine, Andrzej Deberny, Polen und György Rizmajer, Ungarn |
| 2011 | 9.    | EM in Dortmund                                         | Halbschwer          | nach Siegen über Aldas Lukosaitis, Litauen und Mirko Englich und Niederlagen gegen Timofei Dseinitschenko und David Vála, Tschechien                                                                                     |
| 2011 | 2.    | Präsidenten-Cup von Kasachstan in Astana               | Halbschwer          | hinter An Chang-gun, Südkorea, vor Timofei Dseinitschenko und Schalwa Gadabadse, Aserbaidschan |
| 2011 | 3.    | Golden-Grand-Prix in Baku                              | Halbschwer          | hinter Babak Hossein Ghorbani Goldasteh und Aslanbek Chuschtow, Russland, gemeinsam mit Jimmy Lidberg, Schweden |
| 2011 | 5.    | "Ion-Corneanu"-Memorial in Targoviste                  | Halbschwer          | hinter Jimmy Lidberg, Ivan Nemeth, Ungarn, Daigoro Timoncini, Italien und Artur Schachbanow, Russland |
| 2011 | 14.   | WM in Istanbul                                         | Halbschwer          | nach einem Sieg über Georgious Koutsioubas, Griechenland und einer Niederlage gegen Cenk İldem, Türkei |
| 2012 | 1.    | Golden-Grand-Prix in Szombathely                       | Halbschwer          | vor Dimitri Timchenko, Sergei Jeroschkin, Ukraine und Sinisa Hogac, Kroatien |
| 2012 | 13.   | Olympia-Qualif.-Turnier in Sofia                       | Halbschwer          | Sieger: Artur Aleksanjan, Armenien vor Ardo Arusaar, Estland |
| 2012 | 4.    | Olympia-Qualif.-Turnier in Taiyuan/Volksrepublik China | Halbschwer          | hinter Schalwa Gadabadse, Daigoro Timoncini und Soso Jabidse, Georgien |
| 2012 | 12.   | Olympia-Qualif.-Turnier in Helsinki                    | Halbschwer          | Sieger: Alin Alexuc-Ciurariu, Rumänien vor David Vala |

## Erläuterungen
- alle Wettbewerbe im griechisch-römischen Stil
- WM = Weltmeisterschaft, EM = Europameisterschaft
- Gewichtsklassen: Mittelgewicht bis 2004 bis 84 kg, seit 2005 bis 85 kg Körpergewicht, Halbschwergewicht, bis 96 kg Körpergewicht